# Play Boy
Play Boy è un film del 1967 diretto da Enzo Battaglia.

## Trama
Durante una crociera spariscono i gioielli di una donna; sono stati presi dal figlio della stessa per regalarli a una ragazza; la madre si affida a due investigatori privati che raggiungono un accordo con il figlio per dividersi la ricompensa promessa della madre.

## Produzione
Molti esterni furono girati in Marocco; gli interni a Roma.

## Distribuzione
Il film fu inizialmente distribuito col titolo Play Boy; nell'agosto 1968 ebbe una nuova redistribuzione col titolo Non ti scordar di me. È noto anche come Play Boy (Sono bugiarda).